# Shrek den tredje
Shrek den tredje är en amerikansk animerad film som kom ut våren 2007. Den är en uppföljare till Shrek och Shrek 2.

## Handling
Historien börjar när Kung Harold som är Fionas pappa dör. Eftersom Shrek inte vill ärva tronen ger sig han, Åsnan och Mästerkatten i stövlar ut på en resa att hitta Arthur (Fionas kusin), som är nästa person i tronföljden. Drömprinsen, Fegudmoderns son, ser det som en möjlighet att hämna sin mors död och ta över kungariket.

## Om filmen
Prinsessan Fionas röst spelas av Cameron Diaz. Även Justin Timberlake har lånat ut sin röst till en av karaktärerna, nämligen kusinen Artie.